# Cervera de la Marenda
Cervera de la Marenda (o simplement Cervera) ([sər'βeɾə (ðələmə'ɾɛndə)]) (oficialment en francès Cerbère) és un poble del Rosselló, cap de la comuna del mateix nom, de 1.378 habitants, a la Catalunya del Nord. La Marenda és el nom tradicional d'aquella part de costa, que rep el nom turístic, i ara administratiu, de Costa Vermella.

## Etimologia
Diu Joan Coromines que el topònim Cervera procedeix del mot llatí cervaria (terra de cervos), ja esmentada d'aquesta manera, Cervaria locus, finis Galliae, per Pomponi Mela, el segle i després de JC. La segona part del topònim, prescindible, segons Joan Becat, prové de la subcomarca on es troba: la Marenda.

## Geografia

Situació de la comuna de Cervera de la Marenda en el Rosselló

### Localització i característiques generals del terme
El terme comunal de Cervera de la Marenda, de 81.800 hectàrees d'extensió, és situat a l'extrem sud-oriental de la comarca del Rosselló, al límit meridional de la subcomarca de la Marenda i de la Costa Vermella, que és el nom administratiu que li ha estat donat a la Marenda. És, per tant, fronterer amb la comarca sud-catalana de l'Alt Empordà, concretament amb el terme de Portbou. El seu terme puja des dels 0 m al nivell del Mediterrani fins als 672 m alt al Puig de Querroig.

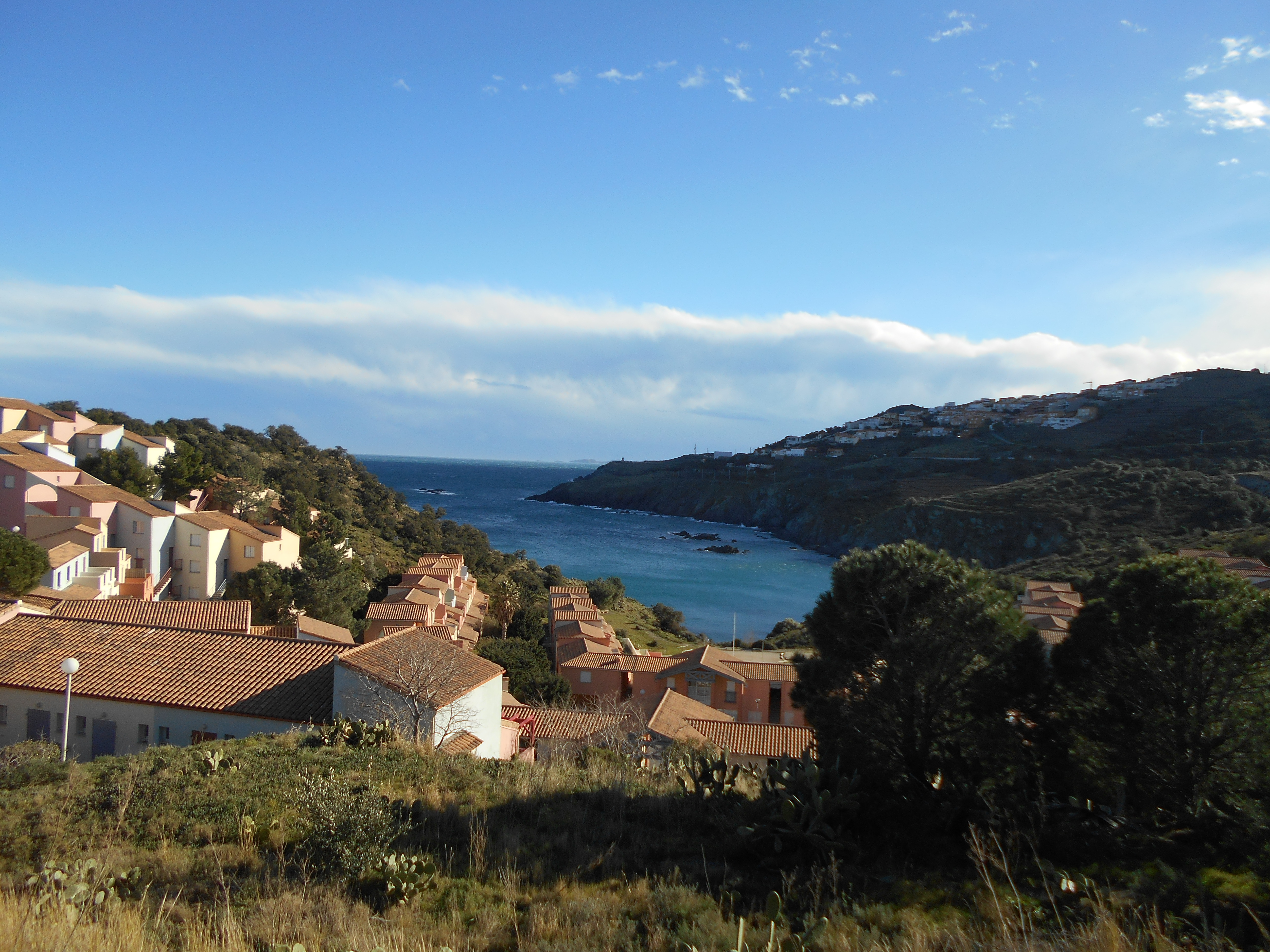
L'Ansa de Terrimbou i el Vilatge de Vacances

El terme de Cervera de la Marenda està format bàsicament per tres valls que davallen de la cua oriental de la Serra de l'Albera directament al mar. La meridional, que és la més gran, conté el poble de Cervera, la gran estació de ferrocarril i el port de Cervera, entre altres indrets rellevant de la comuna. S'articula al voltant del Riberal, amb tota la seva capçalera i tots els torrents que hi aflueixen. Més al nord hi ha dues petites valls, que conformen l'Ansa de Terrimbou i la Platja de Perafita, aquesta darrera articulada a l'entorn del Rec del Llorer, curs d'aigua que marca la part més oriental del termenal entre Cervera de la Marenda i la comuna veïna pel nord, Banyuls de la Marenda.
Tot el límit oriental de la comuna és la mar mediterrània. des de l'Ansa de Peirafita, al nord, compartida amb Banyuls de la Marenda, fins a les Roquetes de la Cova Foradada, al sud, termenals amb Portbou. El límit meridional és la carena axial de la Serra de l'Albera, des del punt on aquesta suca la Mediterrània, a les Roquetes de la Roca Foradada, a ran de mar, pujant cap a ponent, però fent nombroses i continuades inflexions, cap al Coll de les Preses, a 198,9 m alt, el Coll dels Belitres, a 164,7, el Coll dels Frares, a 236,9, el Puig dels Frares, de 220,5, que no queda ben bé en el límit termenal, sinó una mica més al nord, la Pica Rodona, de 344, el Coll de la Farella, a 305,8, on hi ha el Dolmen del Coll de la Farella, i el Puig de Querroig, de 672 m alt, on hi ha les restes del Castell de Querroig, i on es troben els termes comunals de Cervera de la Marenda i de Banyuls de la Marenda amb el municipal de Portbou. Aquesta carena suposa el límit amb el terme municipal de Portbou, amb la comarca de l'Alt Empordà i, consegüentment, dels estats espanyol i francès. El punt més alt del terme de Cervera de la Marenda és l'esmentat Puig de Querroig, de 672 metres d'altitud.
Del Puig de Querroig arrenca cap al nord el termenal entre Cervera de la Marenda i Banyuls de la Marenda, que s'adreça al Coll de les Portes, a 501,1 m alt, on hi ha el Dolmen del Coll de les Portes, després al Coll del Llipoter, a 483,9, tot seguit al Coll de Cervera, a 411,5, a la Collada Gran, a 427,6, al Coll de Barlanda, a 406,4, i al Puig Joan, de 454,7 m alt. En aquest punt el termenal gira cap a llevant, lleugerament decantat cap al sud-est, i s'adreça al Coll del Pinyer, a 384,2 m alt, continua davallant per la carena fins que, sobtadament, gira cap al nord per tal de seguir una altra carena que va davallant progressivament cap al nord-est, passa pels Solls, travessa la carretera D914 a 52,7 m alt. En aquest lloc deixa de seguir accidents geogràfics i, alhora, traça una línia irregular que va girant cap a l'est i s'adreça a l'Ansa de Perafita, on arriba a nivell del mar, que és, evidentment, el punt més baix de tot el terme.
Fins a l'any 1889 formà part del terme comunal de Banyuls de la Marenda.
Termes municipals limítrofs:
| Banyuls de la Marenda |         |                     |
|                       |         | La mar Mediterrània |
|                       | Portbou |                     |

### El poble de Cervera, o de Cervera de la Marenda

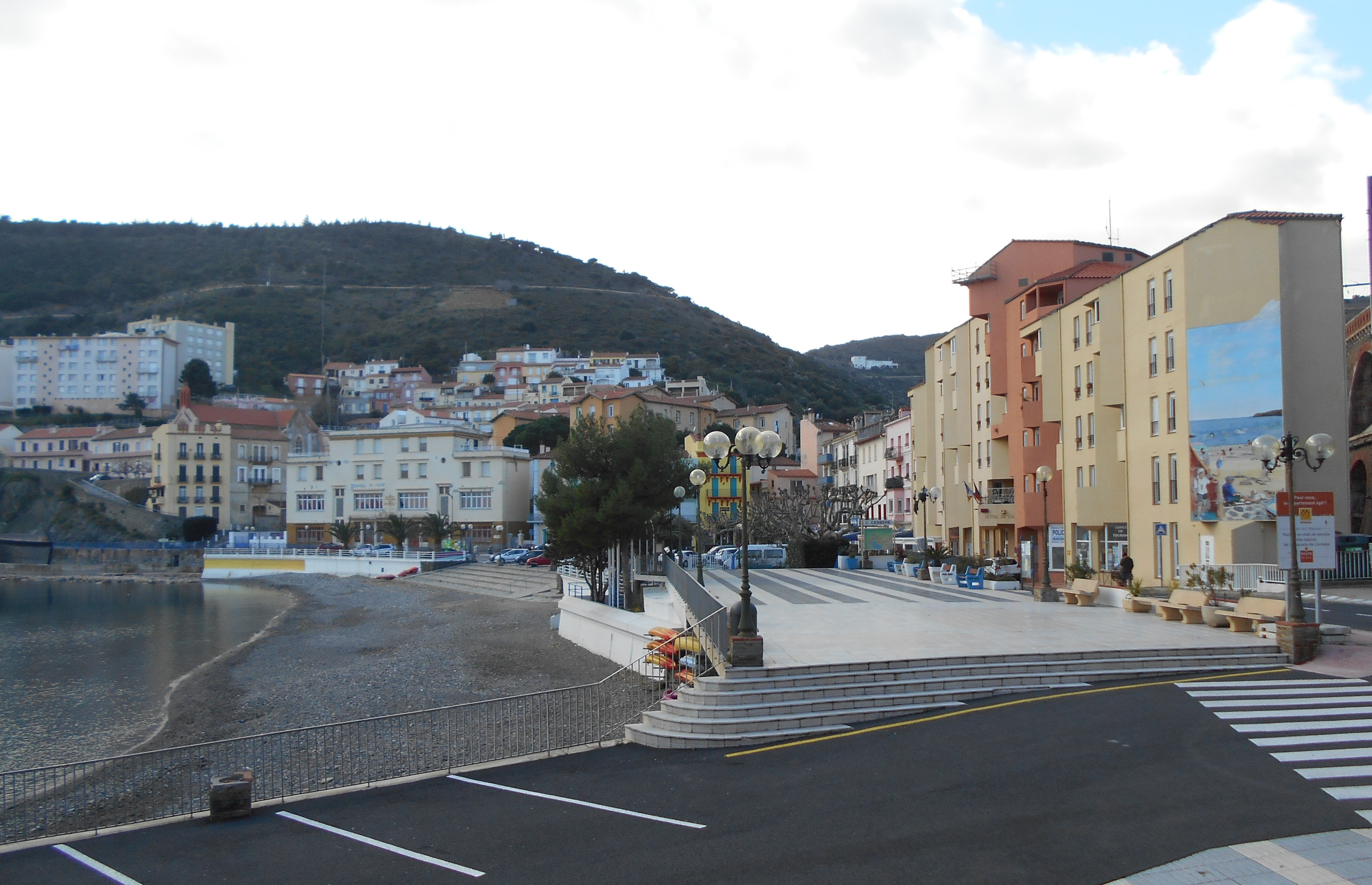
El poble vell, a peu pla, i els primers barris enfilats als turons

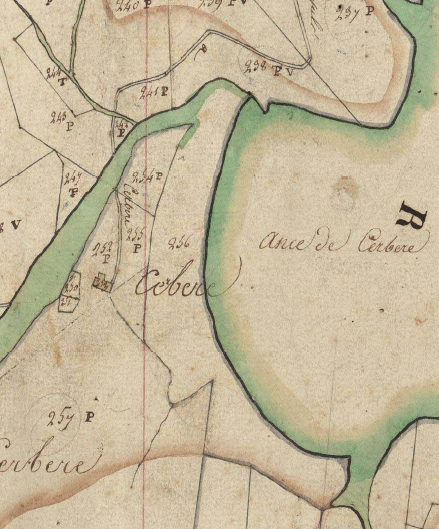
Cervera de la Marenda en el Cadastre napoleònic del 1812 (Arxius Departamentals dels Pirineus Orientals)

Anteriorment, Cervera era una parròquia rural d'hàbitat dispers, amb un barri de pescadors com a únic nucli agrupat. L'antiga església de Sant Salvador, sufragània de la de Sant Joan Evangelista de Banyuls de la Marenda, era a la zona muntanyosa, en el vessant oriental del Puig de Querroig, a prop i a sota del Castell de Querroig.

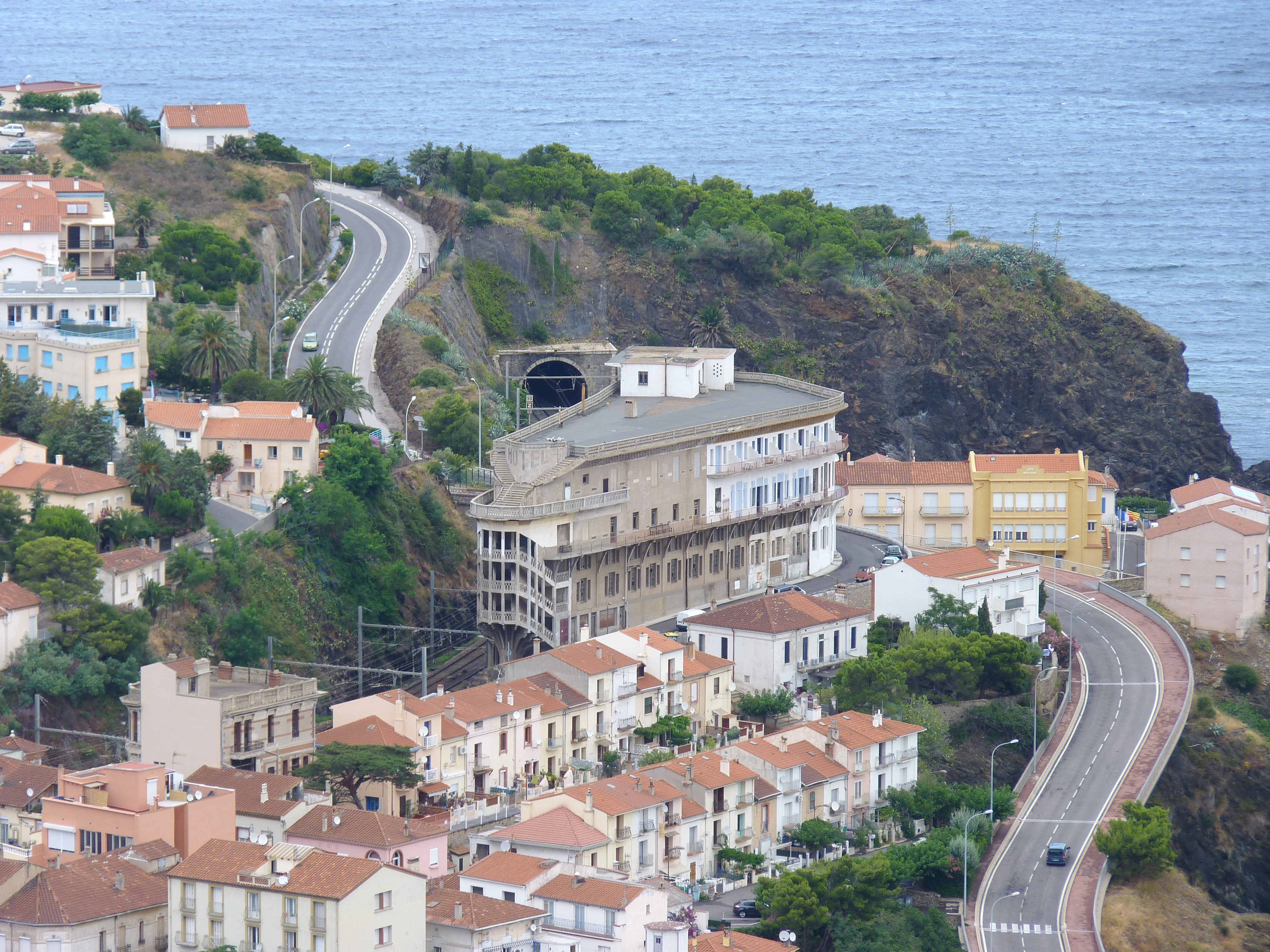
Barris de finals del, amb la carretera, la via del tren, el Petit Túnel i part del poble, amb el Belvédère en lloc destacat

L'antic barri de pescadors, ara nucli urbà principal de Cervera de la Marenda, està situat en el fons -nord-oest- de l'Ansa de Cervera. El poble ha anat sofrint molts canvis, sobretot a causa del seu desenvolupament a partir de l'arribada del ferrocarril, de tal manera que amb prou feines queden actualment edificis d'una certa antiguitat. Un dels pocs és el Belvédère du Rayon Vert, situat entre la carretera vella i el port, a més de l'Estació de Cervera de la Marenda, inaugurada el 1878.

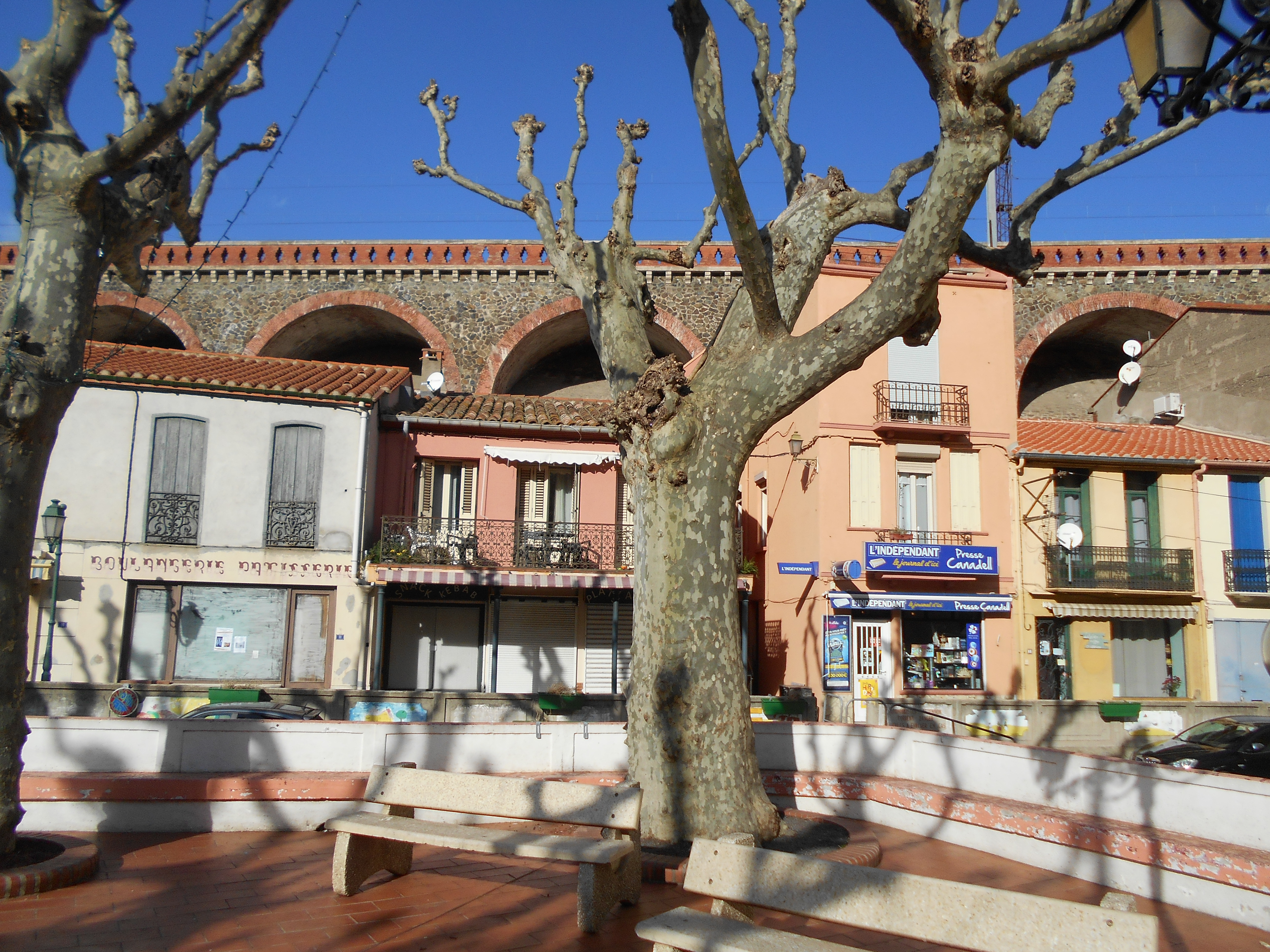
La plaça del poble vell i, damunt seu, els arcs de l'extrem del terraplè de l'estació

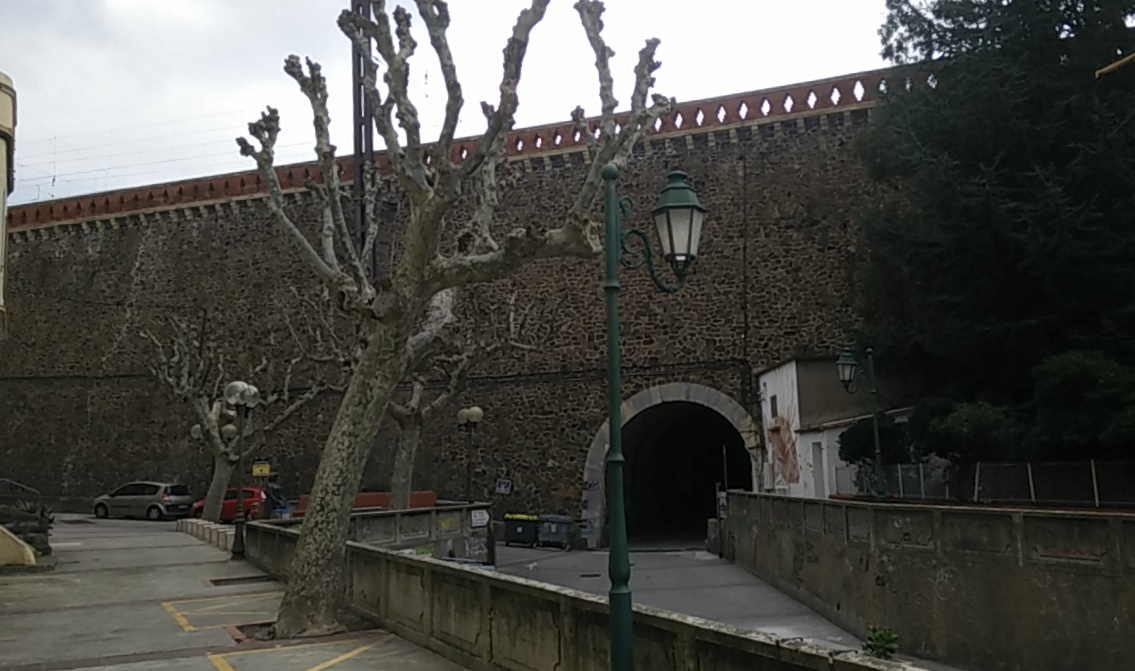
Capdamunt del carrer de Domènec Mitjavila i túnels

La gran estació s'hagué de construir al fons de l'estreta cala de Cervera, reomplint un fons de vall amb terraplens per tal de poder-hi estendre les vies de la gran estació. Un gran mur de pedra amb arcades superposades conté aquests terraplens. Com que hagueren de reomplir una part del rerepaís per tal de fer passar les vies del ferrocarril, en el tram que s'adreça a Portbou, fou necessari de crear una petita xarxa de túnels dessota del terraplè, per tal d'enllaçar el poble amb els masos i partides rurals situades al sud-oest del terme de Cervera de la Marenda. El mateix curs de la Ribereta aprofita aquests túnels per sortir cap a la mar.

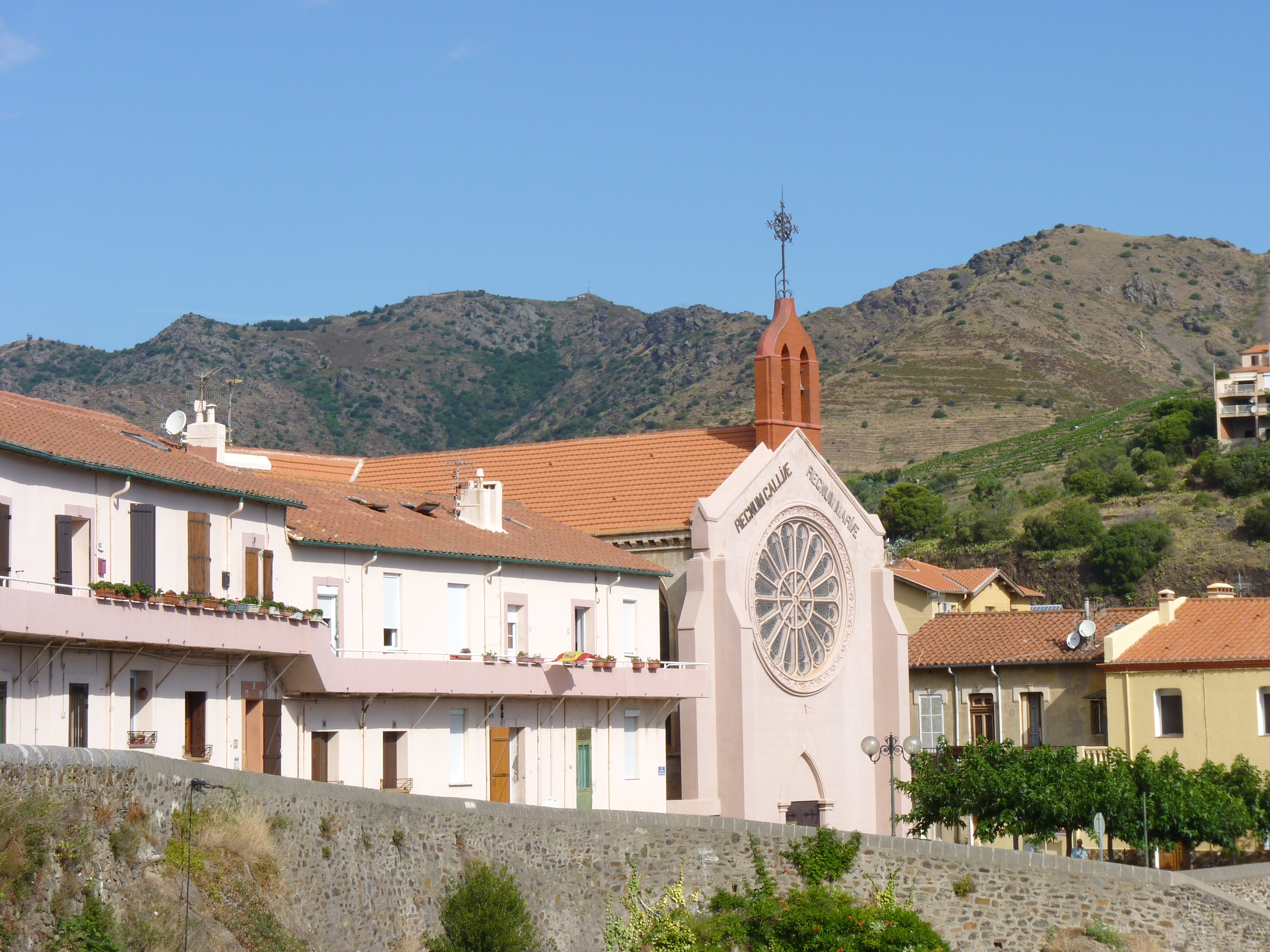
L'església

La mateixa església parroquial de la Transfiguració del Sant Salvador és un edifici modern, neogòtic, de finals del segle xix. Una altra capella esmentada per Gavín havia existit en el poble cerverí, però avui dia està del tot desfeta, i convertida en un local rònec.

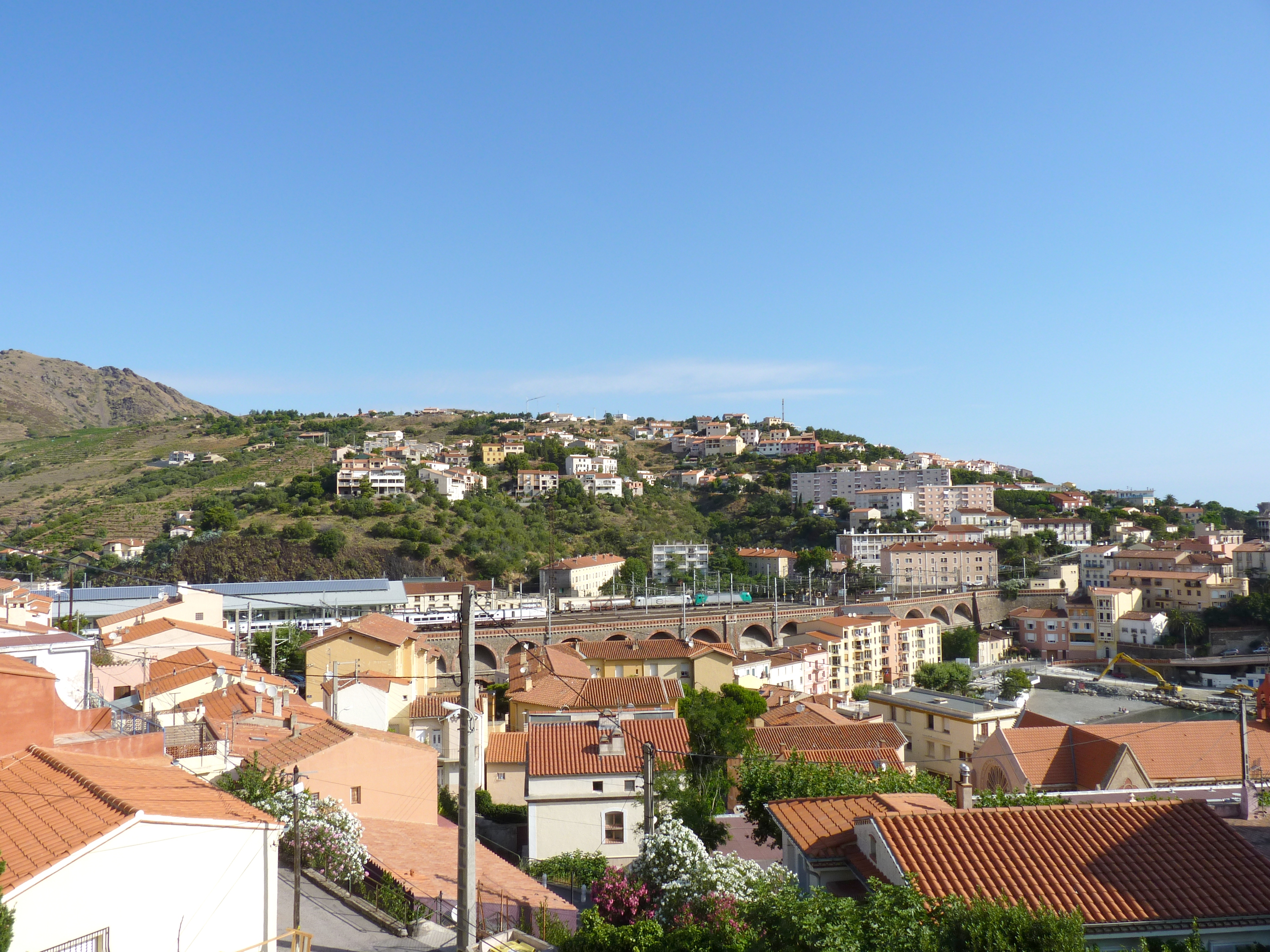
Vista general del poble de Cervera

El poble començà a créixer amb els barris de Cité Magny, Cité Santol i el Poble de la Rapinya. Més endavant es creà la urbanització de la Solana, que va estendre el nucli urbà cap al nord-oest, muntanya amunt. A la zona nord del nucli urbà, a la zona del Cap de Perafita, s'obrí el càmping anomenat Atlantis i un Vilatge de vacances. En l'actualitat el nucli urbà s'estén quasi per tota la zona marítima del terme.

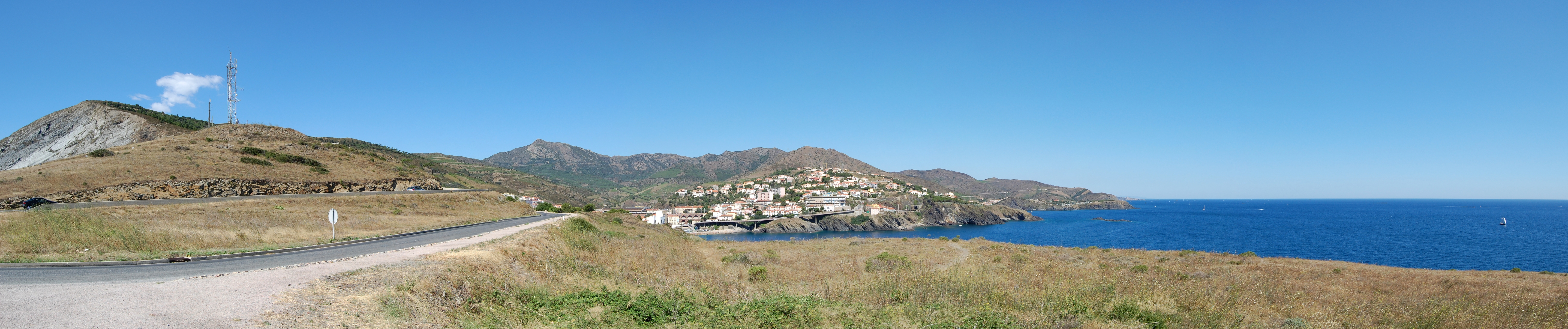
Vista general de Cervera de la Marenda

### Castell de Querroig
A l'extrem sud-occidental del terme, damunt de la línia termenal amb Banyuls de la Marenda i amb Portbou es troben el Castell i la Torre de Querroig.

### Perafita

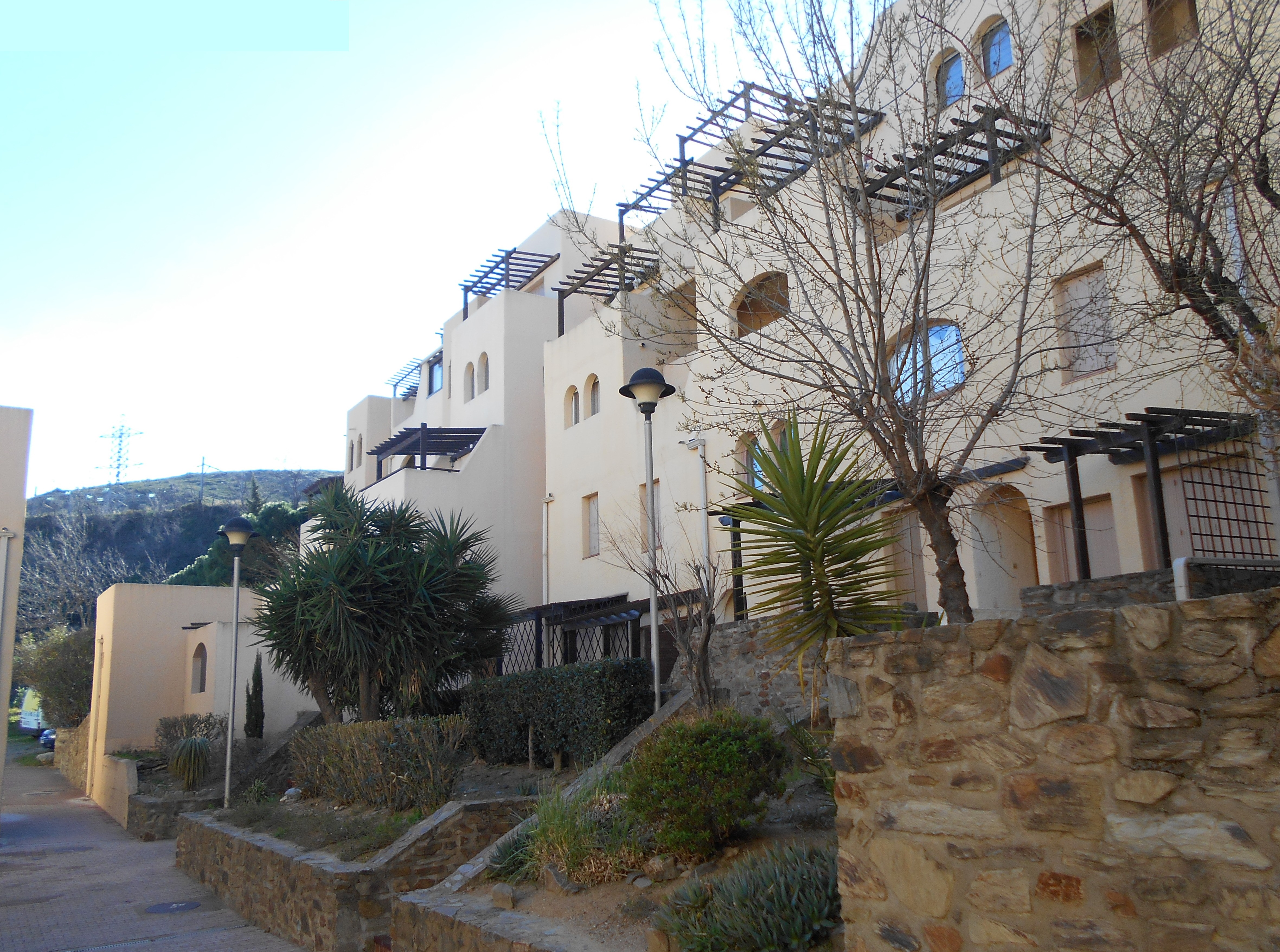
Petit nucli d'apartaments de Perafita

A l'extrem nord-est del terme, al límit amb Banyuls de la Marenda, hi ha el veïnat modern de Perafita, situat a la Platja de Perafita, just al nord-oest del Cap de Perafita, dins del terme de Cervera de la Marenda. Es tracta d'un petit poblat d'apartaments de lloguer estiuenc, tancats a l'hivern, així com els pocs establiments de restauració que s'hi troben.

### Mas Nadal

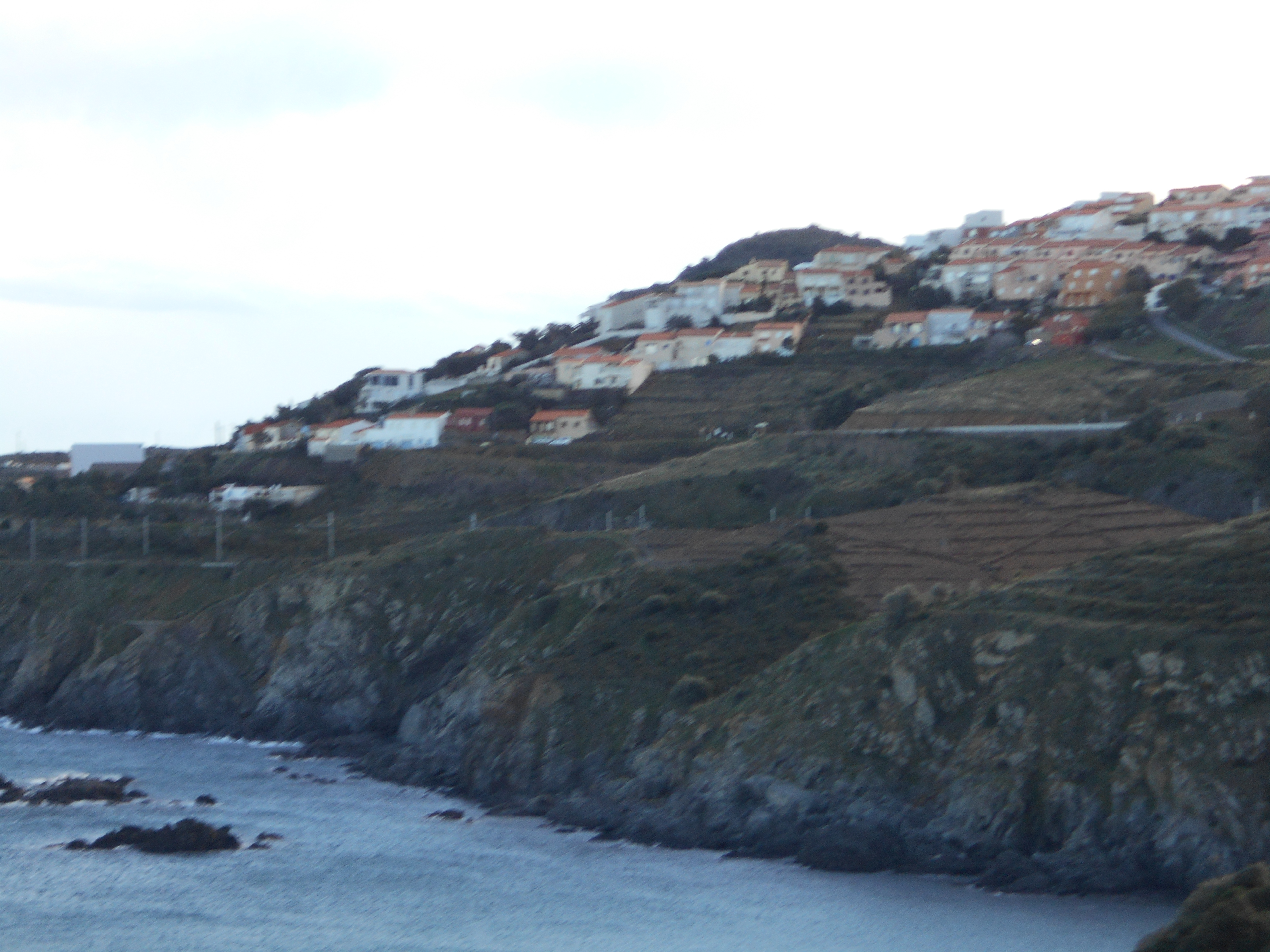
El barri de Mas Nadal des del nord, a la banda oposada del poble vell

En terres de l'antic Mas Nadal s'ha generat un dels nuclis de creixement urbà més important: la urbanització de Mas Nadal. És a prop al nord-oest del poble, a ponent de la carretera i del Cap de Canadells.

### Els masos del terme
Al terme cerverí romanen dempeus i en ús alguns masos, com Mas Mingo, Mas Nadal i Mas Tonet, i alguns de ruïnosos o desapareguts, com la Barraca, o Corral, dels Vaquers, entre els primers, o la Casa Cremada, entre els segons. A part, hi ha els edificis del Far Nou i la Duana. Com a edificis aïllats destacats del terme de Cervera de la Marenda es troben el Cementiri dels Senillers, el Cementiri Nou, el Centre Mèdic de Perafita, la Duana i les Duanes, o la Caserna, a més de la Torre contra incendis situada prop de la Collada Gran. A l'extrem sud-occidental del terme, a prop i a sota del Puig de Querroig hi ha l'antiga capella de Sant Salvador.

### Edificacions ferroviàries

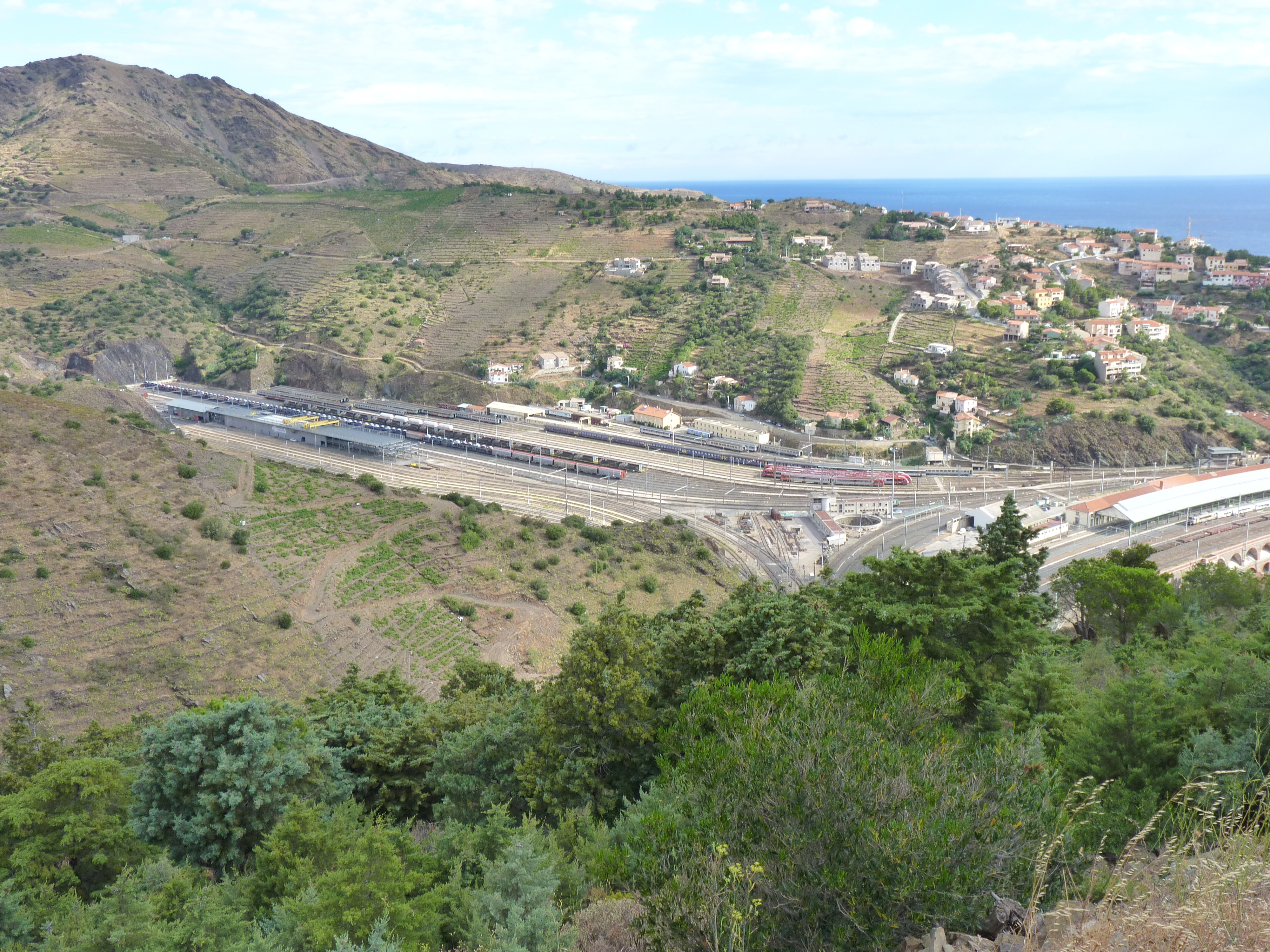
La gran estació de Cervera de la Marenda

El ferrocarril transfronterer fou acordat el 1864, moment en què se n'engegaren les obres. El 1876 s'obria oficialment al trànsit el Túnel dels Belitres, i el 1878 s'inauguraven les línies de ferrocarril i la gran estació. El fet que l'ample de via ibèric fos 60 cm més ample que l'estàndard europeu va obligar a preveure amples zones per al canvi de mercaderies de trens d'un ample a l'altre. A més, ocupà durant molt de temps una quantitat important de treballadors. A la primeria, molts foren els qui obriren el túnel i estengueren el traçat ferroviari, que es quedaren a viure a la Marenda. El canvi automàtic d'ample, aplicat en el darrer terç del segle xx, suposà la disminució del nombre de treballadors de l'estació, però avui dia encara més de 500 persones tenen el seu lloc de treball a partir de l'estació.

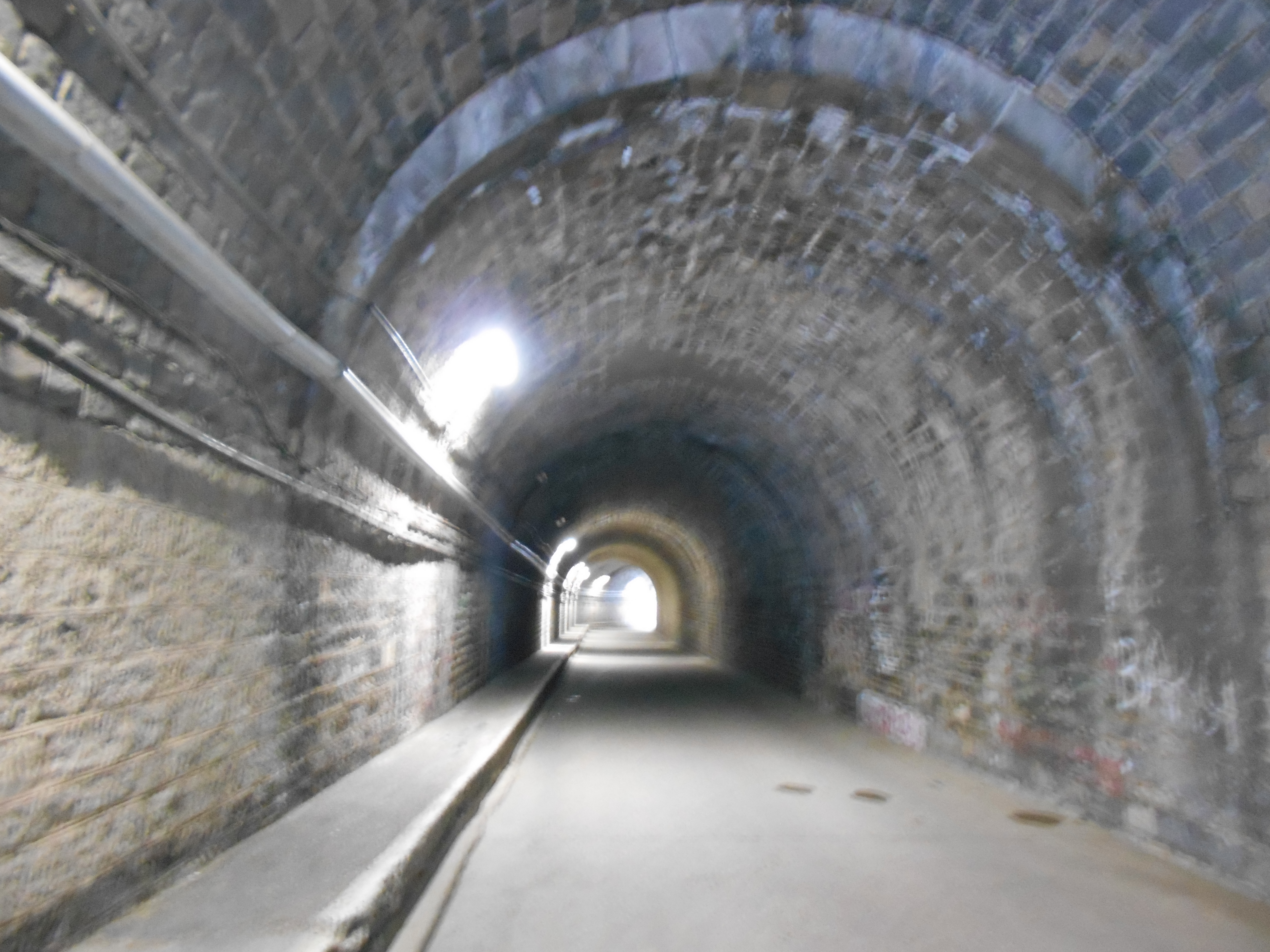
Els túnels sota l'estació, llera de la Ribereta i pas de camins rurals

La important estació de Cervera de la Marenda, la Gara, està complementada per algunes edificacions rellevants, com el Viaducte i el Túnel dels Belitres i el Petit túnel, a més de la petita xarxa de túnels existents dessota l'extrem sud de la gran esplanada de l'estació, que permet enllaçar el poble amb el rerepaís a ponent del poble, on hi ha el Mas Mingó, el Mas Tonet, la partida de la Casa Cremada i el Bosc Estatal de Cervera. Aquests túnels són alhora el curs del Riberal, que recull les aigües de tot el racó sud-oest del terme, i el camí d'enllaç amb la zona esmentada des del capdamunt del carrer del Riberal, que en el seu tram superior s'anomena carrer de Domènec Mitjavila.

### Els cementiris de Cervera de la Marenda

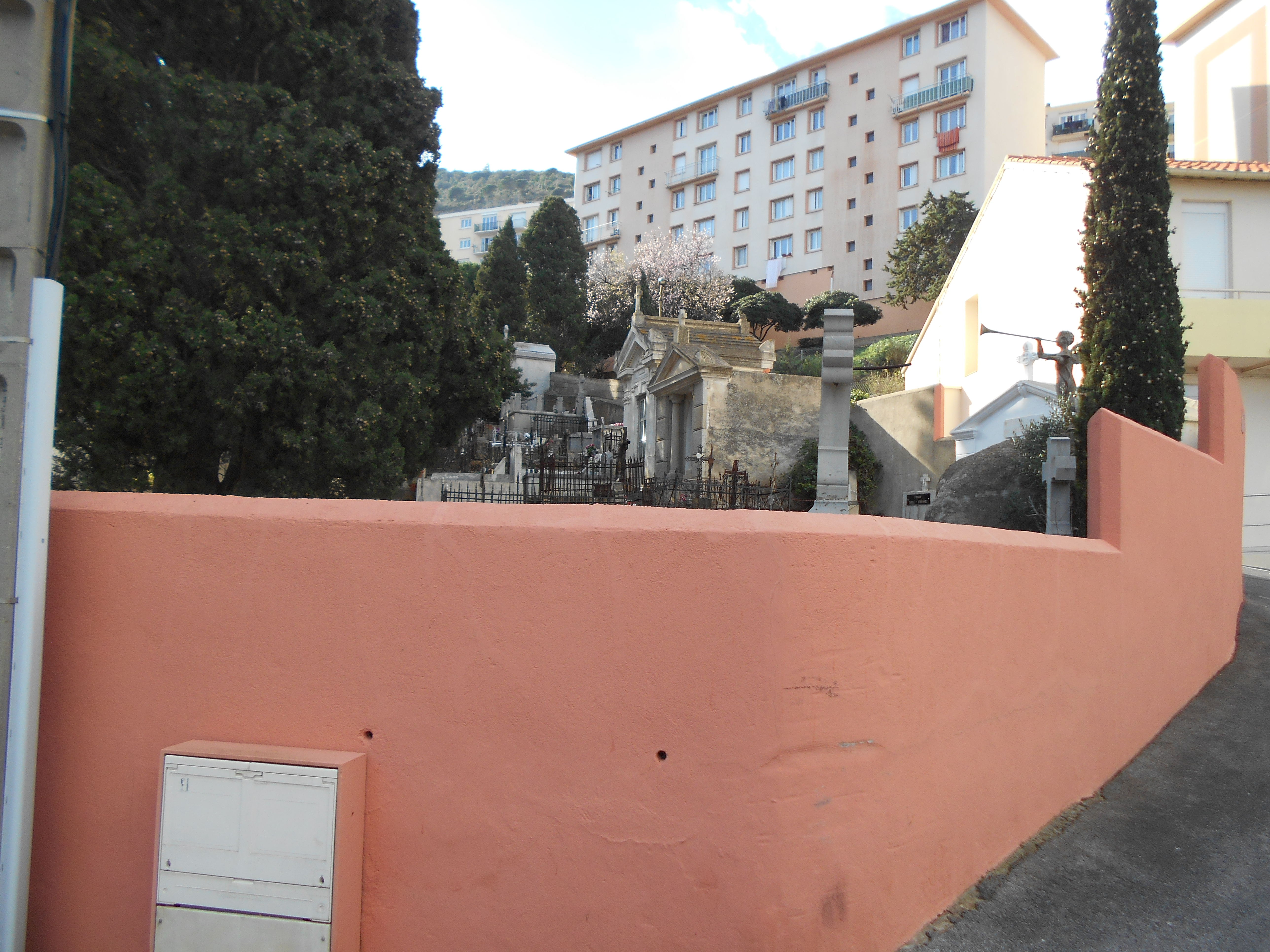
El cementiri vell

Com molts dels pobles rossellonesos, Cervera de la Marenda té dos cementiris, el vell i el nou. El cementiri vell és dins del nucli de població, a poc més de 100 metres al sud-est de l'església parroquial amb l'entrada pel carrer del 18 de juny del 1940, emmarcat pels carrers d'Alphonse Daudet al nord-oest i del Safareig al sud-est. Per darrere, té de límit la mateixa muntanya, en el coster de la qual es troba el cementiri.
El nou és allunyat al sud-est del poble, a 500 metres en línia recta, a ran de la carretera D - 914, la carretera del Coll dels Belitres en ple Cap de Cervera. També situat en un coster, és entre dos trams de la carretera, que en el tram superior passa pel mig de dos sectors del cementiri. És un cementiri que disposa d'espai per a continuar creixent en el futur, principalment pel seu costat superior.

### Hidrònims

#### Els corrents d'aigua
A causa de l'orografia cerverina, tots els cursos d'aigua són de tipus torrencial; en aquesta zona de la Costa Vermella es fa servir el terme rec per als torrents. El torrent que vertebra la vall principal del terme és l'anomenat Riberal Gran, també anomenat simplement el Riberal. Es forma cap al centre del terme, bàsicament per la transformació del Rec del Bac de Bonavia (que ha recollit els recs del Coll de la Farella, de la Penya Dreta, de les Mollenes, o dels Mollencs, del Coll de les Portes, de la Gerra, els Recs del Coll de Cervera (dos), el de la Collada Gran, el Rec del Fondo, el de la Casa Cremada i el del Coll del Canyer). Ja més cap a orient rep el Rec de Coma Enestapera, al qual s'han unit el Rec d'en Gallines i el dels Camps d'en Barceló, després el Riberal Petit, que duu les aportacions del Rec del Riberal, el del Rodonar, el del Trèmol, el del Coll dels Frares, i, ja dins del poble, el Rec dels Belitres, o del Coll dels Belitres. Al sud-est del poble hi ha alguns recs que s'aboquen directament al mar, com el Rec dels Senillers i el del Guill; al nord de Cervera, tots ells davallant de cap al mar, hi ha el Rec del Mas Nadal, el del Casal, el de Terrimbou, el del Llorer i el de Gallines, o de Perafita, i el de la Torrassa (els dos darrers, termenals amb Banyuls de la Marenda).

### Orònims
Entre els topònims de Cervera de la Marenda es troba un bon grup que indiquen formes del relleu: bacs: Bac de Bonavia, Bac de Casa Cremada, Bac del Mas Mingo; boscs: Bosc Estatal de Cervera de la Marenda; clots: el Clot d'en Gallines; colls: la Collada Gran, Coll de Barlanda, Coll de Cervera, o Coll Cerverol, Coll de la Farella, Coll del Canyer a 127 m, Coll de les Portes, Coll de les Preses, Coll del Llipoter, Coll del Pinyer, Coll o Collada dels Belitres, Coll dels Frares, Coll d'en Barceló; comes: la Coma del Mas de Banyuls; la Coma Enestapera; muntanyes i similars: Pica Rodona, Puig Cervera, o Puig de Portbou, o Puig de la Bau, Puig dels Frares a 220,5 m, Puig Joan; plans: Pla Ramon, o Jaçal de les Vaques; serres: Serrat del Fitó; solanes: Solà de Bonavia, Solà del Mas Mingo, Solà dels Belitres i la Solana.

### Talassònims

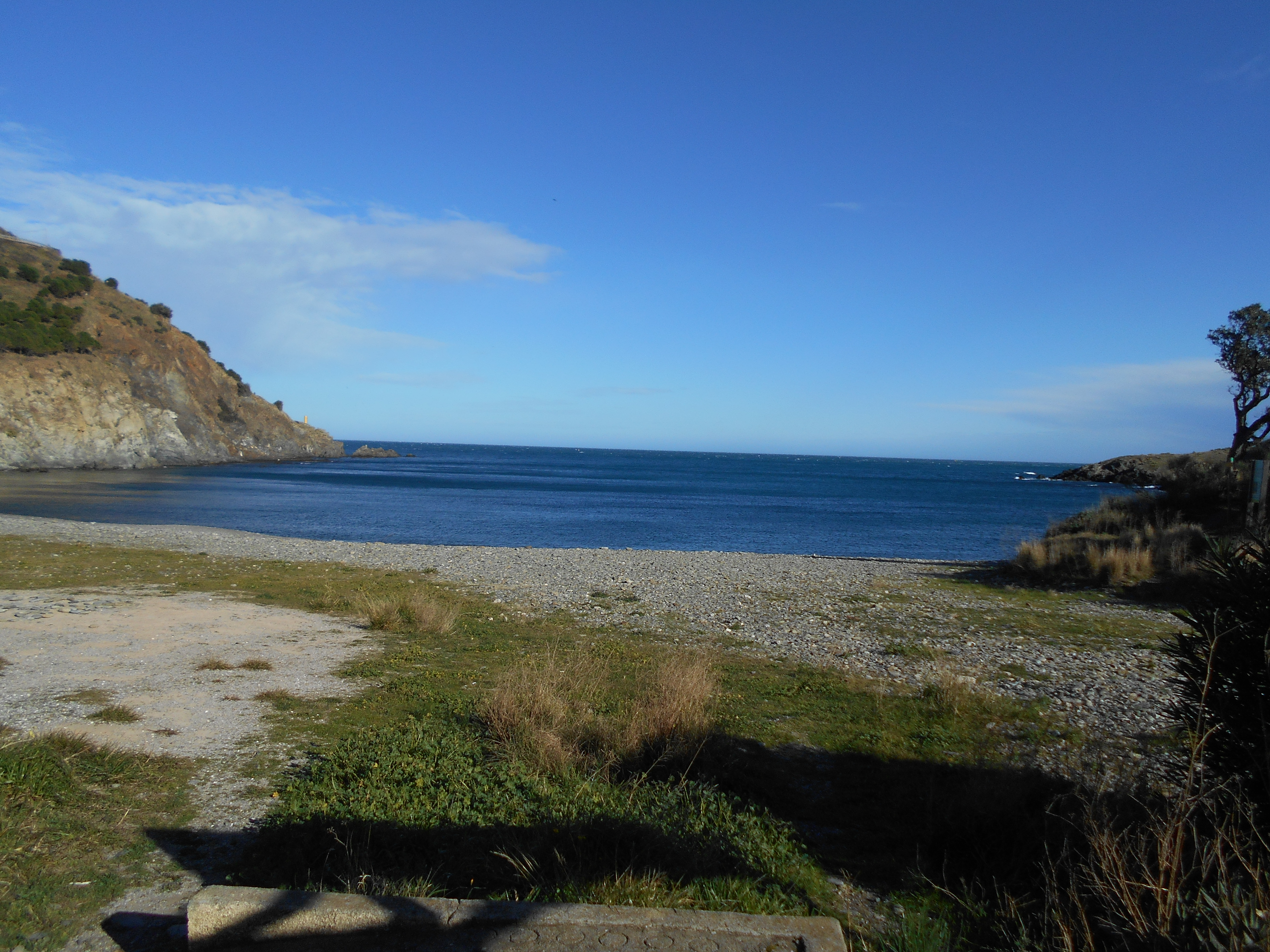
L'Ansa de Perafita

Tot i que és més curta que la dels termes veïns pel nord, la costa de Cervera de la Marenda presenta un bon nombre d'indrets destacats. De nord-oest a sud, són els següents: A l'Ansa, o Cala, de Perafita (nom ja en desús), la Platja de Perafita, les Illes d'en Trencaviles (esculls), el Rec del Cony (senyal mariner) i el Port del Saurell; després, les Tinyes (esculls), la Platja d'en Peu Descalç, la Platja del Rovellat, el Cap de Perafita, la Platja de la Cranca, la Ramera (grup d'esculls), l'Escull del Rec de la Mesoneta (escull), l'Ansa i la Platja de Terrimbou, l'Illa d'en Pagès, la Platja de Bon Pomer, els Esculls del Disc Verd, la Seca del Mosquit (els dos darrers, esculls), el Cap de Canadells, l'Illa de Canadells, la Cova dels Martinets (senyal mariner), la Platja del Petit Tunel, els Unglots, la Cova d'en Matapà, la Bassa de les Llisses (els tres darrers, senyals mariners), la Punta dels Aiguosos, la Gitada, la Platja de Cervera, la Platja dels Senillers, la Segona Platja, la Tercera Platja, la Platja del Canó, la Musclera (esculls), la Platja de les Cambres, l'Escull de les Cambres (escull), Cap de Cervera, Cap Negre, els Esculls del Cap Negre (esculls), el Freu del Cap Negre, el Minerer, la Platja del Minerer, els Esculls del Bou Fallut (esculls), les Illes del Salt, Escavius, la Devesa (els tres darrers, esculls), la Cova Foradada (senyal mariner) i el Roqueter de la Cova Foradada (escull). L'Ansa de Cervera i l'Ansa, o Cala, de Terrimbou són noms ja en desús.

### El terme comunal
La major part de topònims de Cervera de la Marenda són relacionats amb la mar, i han estat tractats en l'apartat anterior. A la resta del terme comunal els principals topònims són la Barraca dels Vaquers, els Camps d'en Barceló, la Casa Cremada, el Casal d'en Julià, Cerverola, la Cova, l'Esfinx, la Gerra, el Minerer, la Palanca, la Pedra Dreta, o la Penya Dreta (n'hi ha dues en llocs diferents), Perafita, Portbou, les Preses d'en Portbou, la Pujada de Portbou, Querroig, el Riberal, el Riberal Gran, el Rodonar, els Solls i Terrimbou.

#### El Cadastre napoleònic
En el Cadastre napoleònic del 1812, Cervera de la Marenda apareix descrit en una sola secció, que és l'antiga secció E del terme comunal de Banyuls de la Marenda, de Cervera i Perafita. Cal recordar que Cervera se segregà de Banyuls l'any 1888. S'hi inclouen les partides de la Solana, la Palanca, Cervera, el Riberal, el Solà dels Belitres, el Coll dels Belitres, les Foses d'en Cervera, Coma Enestapera, el Clot d'en Gallines, el Coll d'en Barceló, la Barraca dels Vaquers, Bonavia, el Coll del Canyer, la Casa Cremada, la Rovidona, el Coll dels Frares, la Coma del Mas Banyuls, el Coll de Cervera, el Coll de les Portes, la Gerra, el Casal d'en Julià, el Coll de la Farella, Pla Ramon, la Pedra Dreta de Cervera, amb l'antiga capella de Sant Jaume, i el Bac de Casa Cremada.

### Fites frontereres
El terme de Cervera de la Marenda té les cinc darreres fites frontereres (la numeració va d'oest a est): les que porten els números 598, 599, 600, 601 i 602. La primera és al Coll de la Farella; la segona, al Coll del Frare; la tercera, al Coll dels Belitres; la quarta, al Puig de Cervera, o de les Fresses, i la darrera dins de la Cova Foradada. La línia definida per aquestes cinc fites i la número 597, en el termenal entre Banyuls de la Marenda i de Portbou, és el límit meridional de la comuna de Cervera de la Marenda, de la comarca del Rosselló, de la Catalunya del Nord i de l'estat francès i de l'estat francès i el nord del de Portbou, de la comarca de l'Alt Empordà i de la Catalunya estricta.

## Comunicacions

### Carreteres
Travessa el terme de Cervera de la Marenda una sola carretera: la D - 914 (D - 900 a Perpinyà, a les Arcades - Coll dels Belitres, a Cervera de la Marenda), que té format d'autovia entre Perpinyà i Cotlliure. Cervera de la Marenda dista 9 quilòmetres de Banyuls de la Marenda, 16 de Portvendres, 18 de Cotlliure, 25 d'Argelers de la Marenda i 46 de Perpinyà.

### Ferrocarril
Cervera de la Marenda té una gran estació de ferrocarril, ja que antigament era un gran centre de traspàs de mercaderies i de passatgers a causa del diferent ample de via que hi ha entre els estats espanyol i francès. L'estació és al capdamunt de l'avinguda de Pierre Sémard, i és oberta cada dia de les 5 del matí a dos quarts d'onze de la nit.
La major part de dies ofereix cinc trens diaris en direcció a Portbou (a dos quarts de dotze, a dos quarts de dues, a dos quarts de quatre, cinc minuts abans de les sis i a dos quarts de vuit del vespre), cinc en direcció a Avinyó Centre (a dos quarts de sis del matí, a dos quarts de vuit, a dos quarts de deu, a dos quarts d'una i a dos quarts de cinc de la tarda), dos en direcció a Nimes (a dos quarts de sis i a dos quarts de set), dos a Tolosa de Llenguadoc - Matabiau (a les set del matí i a dos quarts de tres), dos a Montpeller - Sant Roc (a dos quarts de vuit del matí i a dos quarts de vuit del vespre) i un en direcció a Perpinyà (a dos quarts d'onze del matí).

### Transport col·lectiu públic
La línia 400 del servei de Le bus à 1 € fa el recorregut de Perpinyà a Cervera de la Marenda, passant per Elna, Argelers de la Marenda, Cotlliure, Portvendres, Banyuls de la Marenda i Cervera. Des de Cervera hi ha una hora i 40 minuts fins a Perpinyà, 1 hora i 20 minuts fins a Elna, 1 hora i 5 minuts fins a Argelers Platja (no tots els cotxes hi passen), 1 hora i 10 minuts fins a Argelers de la Marenda, 55 minuts fins a Cotlliure, 45 a Portvendres i 40 a Banyuls de la Marenda. Hi ha fins a 12 serveis diaris, però ofereixen diferents variants d'itinerari: pas, o no, per Argelers Platja, final de trajecte a Portvendres, Banyuls o Cervera, etcètera. Circula de dilluns a dissabte, però el diumenge manté un servei fins a Banyuls de la Marenda, al matí a dos quarts de 9, i un de retorn cap a Perpinyà poc després de les 5 de la tarda. A Argelers enllaça amb les línies 412 i 413.

### Els camins del terme
La major part de camins del terme de Cervera de la Marenda són interiors, per comunicar el poble amb determinats indrets del terme. Així, s'hi troben el Camí de Bonavia, o del Mas Tonet, el Camí de la Solana, el Camí de del Coll de la Farella, el Camí del Coll del Canyer, el Camí del Coll dels Belitres, o dels Duaners, el Camí del Coll d'en Barceló, el Camí del Puig del Mas al Coll de Farella, el Camí de Perafita, el Camí Vell de la Solana, la Pista de la Penya Dreta, la Pista del Coll d'en Barceló, la Pista forestal del Bosc domanial, la Pujada i la Pujada Dreta. Alguns camins comuniquen amb els pobles dels entorns: el Camí de Banyuls a Espanya, o de Banyuls a la Collada dels Belitres, el Camí Vell de Banyuls, la Ruta de Banyuls i la Ruta de Portbou. Esment a part mereix el Camí de Ferro, nom donat a la via del ferrocarril.

## Activitats econòmiques
Des de mitjan segle xix, l'activitat econòmica de Cervera és el derivat de l'estació internacional de ferrocarril, com ja s'ha exposat en un altre punt. El turisme és actualment l'activitat que queda en segon lloc. Més enrere ha quedat la pesca, que antigament n'havia estat el motor principal.
L'agricultura manté una presència encara important, sobretot pel que fa al conreu de la vinya, dins de la denominació d'origen de Banyuls. Més d'un centenar d'explotacions vitivinícoles es troben a Cervera, la major part amb un caràcter complementari per als comerciants, dependents i empleats en general del poble. Una sola explotació manté el conreu de la fruita, amb albercoquers, principalment.

## Història

### Prehistòria
Al lloc que avui ocupa el comú de Cervera s'han trobat nombroses restes prehistòriques. Hi destaquen els dòlmens de Coma Enestapera, el del Coll de la Farella, en realitat en terme de Portbou, i el del Coll de les Portes, el qual, tanmateix, és dins del terme veí de Banyuls de la Marenda, a més dels menhirs de La Pedra Dreta de Sant Salvador, o Penya Dreta, i el Monhir o Pedra Dreta de Perafita, que també és en el terme veí de Banyuls de la Marenda.

### Edat Antiga
Cervera de la Marenda és citada en documents d'època romana: ja al segle i de la nostra era el geògraf romà Pomponius Mel l'esmenta com un lloc poblat de cérvols (Cervaria locus, finis Galliae), i límit meridional de la Gàl·lia (Fines galliarum qui sunt in jugo Cervarie. Cervarium promontorium Galliae finis i Post scopulos occurrit vicus Balneolarum in cujus fine est jugum quod hodie dicitur Cervera, al llibre I de la Marca).

### Edat mitjana
Tot i l'agrupació moderna de Banyuls de la Marenda i Cervera de la Marenda, la història medieval dels dos termes és força diferent. Cervera estigué inclòs diversos segles sota domini dels Rabós, del comtat de Peralada. Encara el 1384 Jaume el Prabes, un propietari de Banyuls de la Marenda, funda un benefici eclesiàstic a l'església sota el seu domini de Sant Salvador de Cervera, que comportava els drets sobre la pesca des del Cap de Biarra fins al Cap de Cervera, un terç dels delmes de la parròquia de Banyuls de la Marenda, i el dret dels herbatges de la muntanya de Cervera, amb el delme dels altres fruits d'aquest territori. Tots aquests drets foren cedits per Jaume de Rebedós a un membre de la família senyorial de les Abelles, amb diverses propietats i drets més del territori de Banyuls de la Marenda.
El 1361 la senyoria de Cervera pertanyia a la família de Pau. El 1385 està documentat que Guillem de Pau, senyor de la vall de Cervera, va vendre de per vida, a canvi d'una renda anual (...que vos siats tengut de donar de tota vostra vida de tots peys que pendreu en lo dit port.), els drets de pesca a la costa de la seva senyoria a un habitant de Cotlliure. El 1394 encara s'intitulen senyors de Cervera el donzell Francesc de Pau i sa mare, Francesca, vídua de Guillem de Pau i usdefruitària dels seus béns.

### Edat Moderna
El 1524 es feren amb el senyoriu de Cervera els Rocabertí, que sofriren totes les vicissituds del país al llarg dels segles xvii i xviii. Vers 1700 fou un antic masover dels Rocabertí, Cosme Xetard, qui adquirí els senyorius de les Abelles i Cerbera, qui en consta com a senyor encara el 1718. Després, en una data encara per determinar, se'n feu amb la propietat Domènec Isern, de Rigardà, qui la mantingué fins a la fi de l'Antic Règim.

### Edat contemporània
En entrar en temps contemporanis és quan la història de Cervera fa un tomb radical. El 1864 se signà un acord entre Espanya i França per fer passar per sota del Coll dels Belitres el ferrocarril entre els dos estats, i de construir les estacions frontereres de Portbou i de Cervera. L'estació fou inaugurada el 1878. El trànsit ràpidament va assolir una gran importància i, atesa la diferència d'amplada de les vies espanyoles i les franceses, es va fer necessària la construcció de grans instal·lacions per facilitar el transbordament de mercaderies. Pel transbordament de les taronges, que era un treball delicat, es contractaven majoritàriament dones. Molt mal pagades, van fer una vaga l'any 1906 quan se'ls va negar un augment del 25%. Va ser la primera vaga exclusivament femenina de la història, i va durar gairebé un any.
Va créixer considerablement la població, i el 1888 es va crear la comuna de Cervera, que es va segregar de Banyuls de la Marenda. Cervera no va parar de créixer fins ben passada la meitat del segle xx, quan la mecanització de moltes tasques, la competència d'altres mitjans de transport i més endavant la supressió de les barreres duaneres van comportar una certa reducció dels llocs de treball.
El paper econòmic de l'estació de Cervera continua essent força importat, malgrat tot, com ho testimonien els 2,5 milions de tones de mercaderies (1998) o els 15.000 trens anuals que hi transiten.
Cal destacar també l'increment de les activitats turístiques.

## Demografia

### Demografia antiga
Atès que es va crear el 1888, la demografia antiga de Cervera de la Marenda es troba englobada fins a aquell any dins de la de Banyuls de la Marenda.

### Demografia contemporània
| 1891  | 1896  | 1901  | 1906  | 1911  | 1921  | 1926  | 1931  | 1936  |
| ----- | ----- | ----- | ----- | ----- | ----- | ----- | ----- | ----- |
| 1.428 | 1.322 | 1.252 | 1.333 | 1.529 | 1.730 | 1.970 | 2.236 | 2.188 |

| 1946  | 1954  | 1962  | 1968  | 1975  | 1982  | 1990  | 1999  | 2006  |
| ----- | ----- | ----- | ----- | ----- | ----- | ----- | ----- | ----- |
| 2,044 | 2.245 | 2.438 | 2.064 | 1.940 | 1.641 | 1.461 | 1.487 | 1.551 |

| 2008  | 2011  | 2013  |
| ----- | ----- | ----- |
| 1.573 | 1.382 | 1.378 |

Fonts: Ldh/EHESS/Cassini fins al 1999, després INSEE a partir deL 2004

### Evolució de la població

Població 1962-2008

## Administració i política

### Batlles[16]
| Període              | Nom                  | Opció política | Comentaris |
| -------------------- | -------------------- | -------------- | ---------- |
| 1888 - ?             | Dominique Mitjavile  |                |            |
| 2001 - Moment actual | Jean-Claude Portella | PSF            |            |

### Legislatura 2014 - 2020

#### Batlle
- Jean-Claude Portella, President de totes les comissions municipals. Vicepresident de la comunitat de comunes de l'Albera i de la Costa Vermella i Vicepresident del SYDETOM66.

#### Adjunts al batlle[19]
- 1r: Janick André, Vicepresident de les Comissions municipals d'Obres, de Personal i de Camins veïnals i rerepaís; Membre de les comissions d'Urbanisme i revisió del PLU i de Finances
- 2n: Marc Cassou, Vicepresident de les Comissions municipals de Finances, d'Activitats econòmiques i feina i d'Urbanisme i revisió del PLU; Membre de les comissions municipals de Turisme i comunicació, de Port i nàutica i d'Obres
- 3r: Marie Louise Dalmau - Cadène, Vicepresident de la Comissió municipal Escolar; Membre de les comissions municipals de Turisme i comunicació, de Quadre de vida i vida associativa, de Port i nàutica i Social
- 4t: Danièle David - Moral, Vicepresident de la Comissió municipal Social; Membre de les comissions municipals de Turisme i comunicació, de Quadre de vida i vida associativa, d'Activitats econòmiques i feina i de Finances.

#### Consellers municipals
- Michel Bial, Vicepresident de la Comissió municipal de Quadre de vida i vida associativa; Membre de les comissions municipals de Camins veïnals i rerepaís, de Turisme i comunicació, Escolar, Social, de Personal, d'Obres i d'Activitats econòmiques i feina
- Dominique Bonhomme - Besombes, Membre de les comissions municipals Escolar, de Quadre de vida i vida associativa, de Personal i d'Obres
- Sonia Chamary, Membre de les comissions municipals de Camins veïnals i rerepaís, Social, de Personal i d'Activitats econòmiques i feina
- Viviane Daure, Membre de les comissions municipals de Turisme i comunicació, de Port i nàutica, d'Activitats econòmiques i feina i de Finances
- Nathalie Igonet, Membre de les comissions municipals de Camins veïnals i rerepaís, Escolar, de Quadre de vida i vida associativa, de Personal i d'Activitats econòmiques i feina
- René Landre, Membre de les comissions municipals d'Urbanisme i revisió del PLU, de Port i nàutica i de Personal
- Jean Marti, Vicepresident de les Comissions municipals de Port i nàutica i de Turisme i comunicació; Membre de les comissions d'Urbanisme i revisió del PLU, de Camins veïnals i rerepaís, de Quadre de vida i vida associativa i de Finances
- Jérôme Canovas, Membre de les comissions municipals de Camins veïnals i rerepaís, de Turisme i comunicació i de Port i nàutica
- Christian Grau, Membre de les comissions municipals d'Urbanisme i revisió del PLU, de Quadre de vida i vida associativa, Social, de Personal, d'Obres i d'Activitats econòmiques i feina
- Régine Levacher, Membre de les comissions municipals Escolar i de Finances.

### Adscripció cantonal

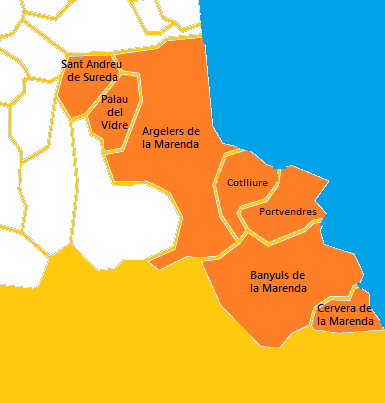
Mapa del Cantó de la Costa Vermella

A les eleccions cantonals del 2015 Palau del Vidre ha estat inclòs en el cantó denominat La Costa Vermella, amb capitalitat a la vila d'Argelers de la Marenda, amb les viles d'Argelers de la Marenda, Cotlliure i Portvendres i els pobles de Banyuls de la Marenda, Cervera de la Marenda, Palau del Vidre, Sant Andreu de Sureda. Hi han estat escollits com a consellers departamentals Marina Parra-Joly, del Partit Socialista, primera adjunt al batlle d'Argelers de la Marenda, i Michel Moly, del Partit Socialista, Primer vicepresident del Consell departamental.

### Serveis comunals mancomunats
Cervera de la Marenda forma part de la Comunitat de comunes de les Alberes, Costa Vermella i d'Illiberis, amb capitalitat a Argelers, juntament amb Argelers, Bages de Rosselló, Banyuls de la Marenda, Cervera de la Marenda, Cotlliure, Elna, Montesquiu d'Albera, Ortafà, Palau del Vidre, Portvendres, la Roca d'Albera, Sant Andreu de Sureda, Sant Genís de Fontanes, Sureda i Vilallonga dels Monts.

## Llocs i monuments d'interès
- Església parroquial de Sant Salvador de Cervera, construïda als voltants del 1880, està dedicada a sant Salvador (nom original de la vall de Cervera)
- Monument megalític: la Pedra Dreta
- Estació internacional, edificada el 1878 sobre plànols de l'oficina d'estudis Eiffel.
- Hotel Belvédère du Rayon Vert, construcció de 1932 de l'arquitecte perpinyanès Léon Baille en estil art déco pals viatgers en trànsit que havien de fer canvi de tren per la diferent amplada de les vies entre Espanya i França. L'edifici recorda un vaixell i en el seu moment tenia tots els conforts moderns, amb una sala de jocs, un cinema i una cotxera per a vehicles de luxe. El 2002 va ser declarat monument protegit per la seva característica estructura en ciment armat.
- El Far de la Fi del Món al Cap Cerbère. Alimentat per cèl·lules fotovoltaiques, és de funcionament autònom; en dies clars, és visible des de 15 milles nàutiques. Se n'ha arranjat el paisatge adjacent.
- Els penya-segats al sud del Cap figuren entre els més alts d'Europa. La platja de mineral de Bou Fallut hi és al peu.

## Personatges històrics
- André Colomer (1886-1931), poeta, sindicalista i escriptor anarquista
- Édouard Ramonet (1909-1980), diputat i ministre
- René Andioc (1930-2011), professor universitari i hispanista